# 시마다역
시마다역(일본어: 島田駅 시마다에키[*])은 일본 시즈오카현 시마다시에 있는 도카이 여객철도의 철도역이다.

## 역 구조
2면 3선 구조의 지상역이다. 역사는 선상 구조이다.
역장과 역무원이 배치된 직영역으로, 가나야역을 관리하고 있다.

### 승강장
| 1 | ■ 도카이도 본선 | 상행 | 시즈오카 · 누마즈 방면   | -                |
| 2 | ■ 도카이도 본선 | 하행 | 하마마쓰 · 도요하시 방면 | -                |
| 3 | ■ 도카이도 본선 | 상행 | 시즈오카 · 누마즈 방면   | (일부 시발 열차) |
| 3 | ■ 도카이도 본선 | 하행 | 하마마쓰 · 도요하시 방면 | (일부 열차)      |

## 역세권 정보
- 시마다시청사

## 역사
- 1889년 4월 16일 - 관설철도 (뒷날의 일본국유철도) 도카이도 본선 시즈오카 역 ~ 하마마쓰 역 구간의 개통과 동시에 개업.
- 1987년 4월 1일 - 민영화에 따라 도카이 여객철도의 소속이 되었다.
- 2008년 3월 1일 - TOICA의 사용이 개시되었다.

## 인접역
| 도카이 여객철도 도카이도 본선 | 도카이 여객철도 도카이도 본선 | 도카이 여객철도 도카이도 본선 |
| ----------------------------- | ----------------------------- | ----------------------------- |
| 로쿠고 시즈오카·아타미 방면   | ■ 도카이도 본선               | 가나야 하마마쓰·도요하시 방면 |